# Günther Niethammer

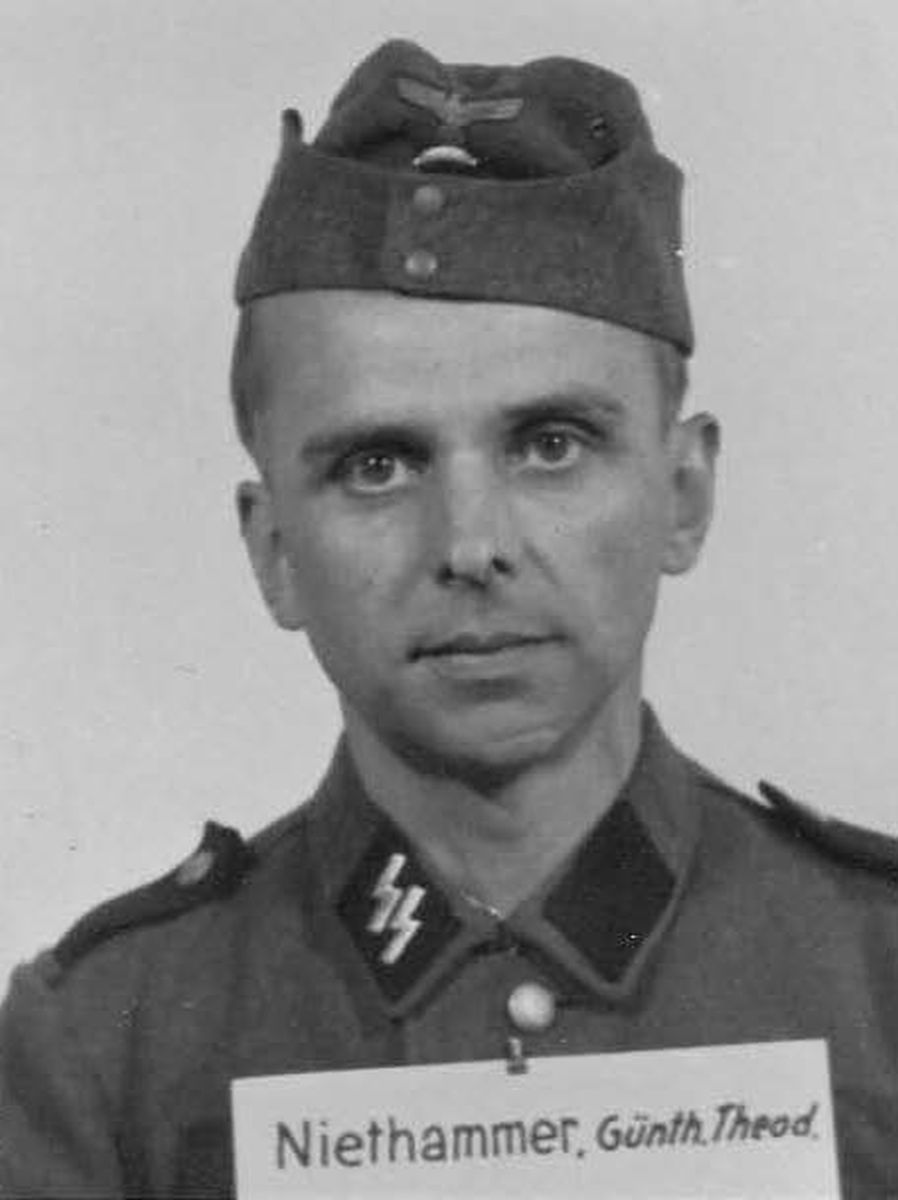
Günther Niethammer (1948)

Günther Theodor Niethammer (* 28. September 1908 in Waldheim; † 14. Januar 1974 in Morenhoven) war ein deutscher Ornithologe und Angehöriger der Waffen-SS, der zeitweilig zur Wachmannschaft des Konzentrationslagers Auschwitz gehörte.

## Herkunft
Günther Niethammer wurde als achtes von neun Kindern des Papierfabrikanten und sächsischen Landtagsabgeordneten Konrad Niethammer geboren.

## Studium und Beginn der akademischen Laufbahn
Im April 1927 immatrikulierte sich Niethammer zunächst an der Universität Leipzig. Schon im Mai des Jahres begab er sich für ein halbes Jahr als „Autoführer“ ins ehemalige Deutsch-Südwestafrika (Namibia). Sein Onkel, der mit dem völkischen Schriftsteller Hans Grimm befreundete Rudolf Böhmer, war bis 1915 in der deutschen Kolonialverwaltung tätig gewesen und hatte Niethammer eingeladen, ihn und Hans Grimm 1927 auf der Reise in die ehemalige deutsche Kolonie zu begleiten. Aus Namibia zurückgekehrt, wechselte Niethammer im November 1927 von Leipzig an die Universität Tübingen, wo er für vier Semester im Fach Allgemeine Zoologie eingeschrieben war und Mitglied der Verbindung Saxonia wurde. Von 1929 bis 1932 setzte er das Studium wiederum in Leipzig fort, wo er Hans Kummerlöwe begegnete, einem „Alten Kämpfer“ und seit 1925 Mitglied der NSDAP, mit dem ihn eine lebenslange Freundschaft verbinden sollte. In Leipzig wurde Niethammer 1933 mit der Arbeit Anatomisch-histologische und physiologische Untersuchungen über die Kropfbildung der Vögel promoviert. Ab 1937 war er Kurator im Zoologischen Museum und Reichsinstitut (A. Koenig) in Bonn. Erwin Stresemann betraute ihn mit der Erstellung eines Handbuches der deutschen Vogelkunde, welches in drei Bänden von 1937 bis 1942 erschien und das ornithologische Standardwerk für die nächsten Jahrzehnte wurde. Am 25. November 1937 beantragte Niethammer die Aufnahme in die NSDAP und wurde rückwirkend zum 1. Mai desselben Jahres aufgenommen (Mitgliedsnummer 5.613.683).

## Niethammer im Zweiten Weltkrieg
Zu Beginn des Zweiten Weltkrieges 1939 und erneut Anfang 1940 meldete sich Niethammer freiwillig zum Dienst bei der Luftwaffe. Trotz einer Fluglizenz für Sportflugzeuge wurde er wegen seines Alters nicht angenommen. Im April 1940 wurde er – laut eigener Aussage „auf Betreiben“ seines Freundes, des späteren Direktors Hans Kummerlöwe – Kustos und Leiter der ornithologischen  Abteilung am Naturhistorischen Museum Wien. Im Frühjahr 1940 beantragte Niethammer abermals erfolglos seine Aufnahme in die Wehrmacht. Nach seinem Beitritt zur Allgemeinen SS Mitte Mai 1940 meldete er sich zum Monatsende freiwillig zur Waffen-SS (SS-Nummer 450.730) und erhielt im September 1940 einen Stellungsbefehl zur SS nach Oranienburg. Dort wurde er sofort ins KZ Auschwitz versetzt, wo er eine militärische Grundausbildung bis November 1940 erhielt. Entgegen seiner Erwartung kam Niethammer damit nicht zu einer SS-Fronteinheit, sondern gehörte als Angehöriger des SS-Totenkopfsturmbanns Auschwitz zu den SS-Totenkopfverbänden zur Bewachung und Verwaltung der von der SS errichteten Konzentrationslager. Niethammer war von Oktober 1940 bis Oktober 1941 und noch einmal September/Oktober 1942 in Auschwitz stationiert. Am 16. Oktober 1940 wurde der SS-Mann Mitglied der 3. Wachkompanie, die am Haupttor des KZs eingesetzt war. Niethammer, der es offensichtlich bedauerte, dass ihm sein „Dienst bei der Waffen-SS in den Herbst- und Wintermonaten und auch im zeitigen Frühjahr (...) nur wenig Zeit zu ornithologischen Beobachtungen“ gelassen hatte, stellte einen Antrag an den Lagerkommandanten Rudolf Höß auf Zuteilung anderer Dienstpflichten. Im Juni 1941 wurde er vom Wachdienst entbunden und erhielt von Höß „ornithologische Sonderaufgaben“ im Umfeld des Konzentrationslagers zugeteilt. Unter völliger Ausblendung der Geschehnisse im Konzentrationslager untersuchte Niethammer ab Mitte 1941 die „Vogelwelt von Auschwitz“, beschrieb die „Biotopgestaltung“ des Gebiets zwischen Weichsel und Soła, stellte Bestandsübersichten einzelner Vogelarten auf und präparierte Vogelbälge für die örtliche Schule. Der passionierte Jäger, der sich 1941 in einem Brief aus Auschwitz selbst als „so eine Art K.L. SS-Jägermeister“ titulierte, hatte von Höß am 9. Juni 1941 die Erlaubnis bekommen, an den dem Lager nahen Teichen „Vögel und Raubzeug“ zu schießen, um mit dem Wild das SS-Wachpersonal, aber auch Höß persönlich zu beliefern. Eine gemeinsame Jagd mit Höß und mehrere Jagden mit dessen Sohn Klaus sind ebenfalls dokumentiert. Am 1. Juli 1941 erfolgte seine Ernennung zum SS-Sturmmann. Niethammers rund 3500 Hektar großes „Jagd- und Untersuchungsgebiet“ schloss die Ortschaft Birkenau ein. Niethammer gehörte damit „zu jenem anfangs überaus exklusiven Kreis der SS-Angehörigen, die den Aufbau des Vernichtungslagers Auschwitz-Birkenau ab Oktober 1941, die ersten Versuche in den Gaskammern und schließlich den Beginn von Selektion und Massenvernichtung im Sommer 1942 unmittelbar miterlebten.“ 1942 erschien, herausgegeben von Hans Kummerlöwe, Niethammers Aufsatz Beobachtungen über die Vogelwelt von Auschwitz in den Annalen des Naturhistorischen Museums Wien, dem 1943 noch ein Nachtrag folgte und dessen Titel Arno Surminski zu seiner Novelle Die Vogelwelt von Auschwitz anregte. Zu Beginn des Aufsatzes dankt Niethammer ausdrücklich dem Lagerkommandanten Höß und dessen Adjutanten Erich Frommhagen für deren „große[s] Verständnis“, das sie „der wissenschaftlichen  Erschließung  dieses  Gebietes  und  den  Forschungsaufgaben, die der deutsche  Osten  an  die  Wissenschaft  stellt,  stets  entgegenbrachten.“ Nach der Befreiung von Auschwitz am 27. Januar 1945 fand sich in Höß’ ehemaligem Dienstzimmer ein gebundenes Exemplar des Sonderdrucks des Niethammer-Aufsatzes.
Von Ende 1941 bis Ende August 1942 wurde Niethammer nach einer Intervention Fritz von Wettsteins zum Oberkommando der Wehrmacht Abteilung Wissenschaft abkommandiert und arbeitete als Zoologe im besetzten Griechenland bzw. auf Kreta. Die Ergebnisse seiner  „biologischen Forschungsreise nach dem Peloponnes und nach Kreta 1942, ausgeführt im Auftrage des Oberkommandos der Wehrmacht und des Reichsforschungsrates“ veröffentlichte Niethammer 1943 unter dem Titel Beiträge zur Kenntnis der Brutvögel des Peloponnes. Von September bis 12. Oktober 1942 konnte er nochmals im KZ Auschwitz seine „ornithologischen Sonderaufgaben“ fortsetzen. An jenem Tag wurde er zum „Sven-Hedin-Reichsinstitut für Innerasien und Expeditionen“ bzw. Sonderkommando K (Kaukasus) in München unter dem Zoologen und SS-Sturmbannführer Ernst Schäfer versetzt und im Dezember 1942 zum SS-Untersturmführer (F) („Fachführer“) ernannt. Er nahm an Expeditionen der Forschungsgemeinschaft Deutsches Ahnenerbe teil, die wissenschaftliche Beweise für die nationalsozialistische Rassentheorie finden sollte. Im Mai 1944 wurde er als Zoologe zum Hygiene-Institut der Waffen-SS in Berlin versetzt. Noch 1944 erfolgten Forschungsaufenthalte in Bulgarien und Triest. Im Juni 1944 wurde Niethammer letztmals befördert und erhielt rückwirkend zum 1. Mai 1944 den Rang eines SS-Obersturmführers (F). Vom 22. April bis 8. Mai 1945 war er Soldat der 269. Infanterie-Division und nahm an Kampfhandlungen in Sachsen teil.

## Internierung und Haft
Mit Zivilkleidung und einem Fahrrad des Ornithologen Richard Heyder floh Niethammer in die westlichen Besatzungszonen und ließ sich mit seiner nachkommenden Familie zunächst in Marburg nieder. Bis Anfang 1946 hatte er verschiedene Arbeitsstellen, darunter als Wächter in einem Waisenhaus und als Arbeiter in der Landwirtschaft. Als er sich Anfang Februar 1946 bei der britischen 320. Field Security Section in Bonn meldete, wurde er verhaftet. Über zwei Internierungslager in Recklinghausen und Neuengamme wurde er am 22. November 1946 nach Polen ausgeliefert. Dort wurde er am 4. März 1948 von einem Gericht in Krakau wegen Mitgliedschaft in der Waffen-SS, Wachdienst im KZ und Beihilfe zu dortigen Verbrechen in erster Instanz zu acht Jahren Haft, ferner Verlust der öffentlichen und bürgerlichen Rechte für acht Jahre und Beschlagnahme seines Eigentums verurteilt. Niethammer versuchte sofort, eine Revision des Urteils zu erreichen. Britische Ornithologen hatten sich an den Judge Advocate General (Generalverteidiger) der britischen Armee gewandt, um Auskunft über den Fall zu erhalten. Dieser fragte bei der Kommission der Vereinten Nationen zur Untersuchung von Kriegsverbrechen (UNWCC) wegen individueller Schuldvorwürfe nach. Am 7. Dezember 1948 erfolgte eine Revision des Ersturteils. Niethammer wurde nun zu drei Jahren Haft verurteilt. Die Gerichtsakten sind heute im Institut für Nationales Gedenken in Warschau archiviert. Er verbrachte seine Haft im Mokotów-Gefängnis in Warschau. Zwischen dem 10. und 12. November 1949 wurde er aus Polen ausgewiesen.

## Akademische Laufbahn in der Bundesrepublik
Niethammer wurde Anfang 1950 Leiter der ornithologischen Abteilung am Zoologischen Forschungsinstitut und Museum Alexander König in Bonn und in demselben Jahr Schriftleiter der Bonner Zoologischen Beiträge. 1951 wurde er an der Rheinischen Friedrich-Wilhelms-Universität Bonn habilitiert und 1957 zum außerplanmäßigen Professor für Ornithologie und Tiergeographie ernannt. 1957 wurde er Vizepräsident, 1968 bis 1973 war er Präsident der Deutschen Ornithologen-Gesellschaft und von 1962 bis 1970 Herausgeber der Fachzeitschrift Journal für Ornithologie. In dieser Zeit galt Niethammer als einer der bedeutendsten westdeutschen Ornithologen.
Seit 1971 wohnte Niethammer in Meckenheim-Merl bei Bonn. Er wurde 1973 in Bonn pensioniert und starb am 14. Januar 1974 während einer Jagd im Morenhovener Teil des Kottenforstes an Herzversagen.
Niethammers Zeit in der Waffen-SS und seine Verurteilung und Haft in Polen wurden in der Bundesrepublik, obwohl bekannt, von Weggefährten und Fachkollegen mit Wehrdienst bzw. polnische Kriegsgefangenschaft kaschiert. Eine kritische und historische Aufarbeitung von Niethammers NS- und SS-Vergangenheit begann innerhalb der Deutschen Ornithologen-Gesellschaft erst Ende der 1990er Jahre und löste intern heftige Kontroversen aus.

## Veröffentlichungen
- Anatomisch-histologische und physiologische Untersuchungen über die Kropfbildungen der Vögel. Mit besonderer Berücksichtigung der Umbildungen im Kropfe brütender Tauben. Dissertation Leipzig 1933. Erschienen in: Zeitschrift für wissenschaftliche Zoologie, Abt. A. Band 144, 1933.
- mit Walter Hoesch: Die Vogelwelt Deutsch-Südwestafrikas, namentlich des Damara- und Namalandes. In: Journal für Ornithologie. Band 88, 1940, Sonderheft (Verlag Friedländer, Berlin, 404 Seiten).
- als Hrsg. und Mitautor: Handbuch der deutschen Vogelkunde. 3 Bände. Akad. Verl.-Ges., 3 Bände, Leipzig 1937–1942; Reprint im Aula Verlag.
- Beobachtungen über die Vogelwelt von Auschwitz. In: Annalen des Naturhistorischen Museums in Wien. Band 52, 1941 (ausgegeben im Mai 1942), S. 164–199 (zobodat.at [PDF; 4,6 MB]).
- Beiträge  zur Kenntnis  der  Brutvögel  des  Peloponnes. In: Journal für Ornithologie. Band 91,  Heft 2/3, April/Juli 1943, S. 167–238 (zobodat.at [PDF]).
- Die Einbürgerung von Säugetieren und Vögeln in Europa: Ergebnisse und Aussichten. Unter Mitwirkung von Jochen Niethammer und Josef Sziji. Parey Verlag, 1963.
- Zur Taxonomie europäischer, in Neuseeland eingebürgerter Vögel. In: Journal für Ornithologie. Band 112, 1971, S. 202–226.
- als Hrsg. der Bände 1 und 2, fortgeführt und bearbeitet von Urs Glutz von Blotzheim, Kurt M. Bauer: Handbuch der Vögel Mitteleuropas. 14 Bände in 22 Teilbänden und 1 Registerband. Aula Verlag, Wiesbaden 1966–1997 (= 2. Auflage des dreibändigen Handbuchs der deutschen Vogelkunde von 1938–1942).
- mit Helmut Kramer und Hans Edmund Wolters: Die Vögel Deutschlands: Artenliste. Akademische Verlagsgesellschaft, Frankfurt am Main 1964.[24]

Er bearbeitete die deutsche Ausgabe des Peterson/Mountford/Hollom (Die Vögel Europas. Parey Verlag), von Pareys Vogelbuch, von Die Vögel der Meere (von Wilfrid Alexander) bei Parey und dem Readers Digest Buch der Vögel Mitteleuropas (die Originale erschienen jeweils im Englischen).